# Ayekliff
Das Ayekliff ist ein eisfreies Kliff an der Carlssonbucht im Südwesten der James-Ross-Insel nahe der Spitze der Antarktischen Halbinsel im Weddellmeer. Es liegt zwischen Kap Broms im Nordwesten und Kap Foster im Südosten und bildet die westliche Begrenzung der Bucht. Westlich des Kliffs liegt der Nygren Point.
Das Ayekliff wurde 2005 nach Heinz Aye (* 1936) benannt, der als Kapitän bei Hapag-Lloyd Cruises ungefähr 100 Antarktis-Kreuzfahrten leitete.
Am 29./30. Januar 2000 umrundete er mit der Bremen die James-Ross-Insel, nachdem das Prinz-Gustav-Schelfeis in der Röhss-Bucht 1997 zerbrochen und damit der Prinz-Gustav-Kanal auf ganzer Länge passierbar war.
Der Deutsche Landesausschuss für das Scientific Committee on Antarctic Research und für das International Arctic Science Committee (LaSCAR/ISAC) nahm am 2. Juni 2005 den Namensvorschlag von Claudia Meixner aus Mannheim an,
nachdem der Ständige Ausschuss für Geographische Namen (StAGN) der deutschsprachigen Staaten ihn am 23. März 2004 gebilligt hatte.

## Quelle
- Ständiger Ausschuss für geographische Namen: Neue deutschsprachige Namenvorschläge, Vorschlag Nr. 713. Abgerufen am 28. Juli 2017